# Suisse aux Jeux olympiques d'été de 2000
La Suisse participe aux Jeux olympiques d'été de 2000 à Sydney. Elle y remporte neuf médailles : une en or, six en argent et deux en bronze, se situant à la 36e place des nations au tableau des médailles. Le coureur cycliste de VTT et de cyclocross Thomas Frischknecht est le porte-drapeau d'une délégation suisse comptant 102 sportifs (64 hommes et 38 femmes).

## Nombre d'athlètes qualifiés par sport
Voici la liste des qualifiés et sélectionnés Suisses par sport (remplaçants compris) :
| Sport       | Hommes | Femmes | Total |
| ----------- | ------ | ------ | ----- |
| Athlétisme  | 9      | 4      | 13    |
| Aviron      | 7      | 4      | 11    |
| Canoë-kayak | 2      | 1      | 3     |
| Cyclisme    | 11     | 5      | 16    |
| Équitation  | 1      | 3      | 4     |

## Médailles
| Médaille                            | Nom                                                     | Sport      | Compétition                          |
| ----------------------------------- | ------------------------------------------------------- | ---------- | ------------------------------------ |
| Médaille d'or, Jeux olympiques      | Brigitte McMahon                                        | Triathlon  | Individuel femmes                    |
| Médaille d'argent, Jeux olympiques  | Xeno Müller                                             | Aviron     | Skiff hommes                         |
| Médaille d'argent, Jeux olympiques  | Barbara Blatter                                         | Cyclisme   | VTT cross-country féminin            |
| Médaille d'argent, Jeux olympiques  | Markus Fuchs Beat Mändli Lesley McNaught Willi Melliger | Équitation | Saut d'obstacles par équipes         |
| Médaille d'argent, Jeux olympiques  | Gianna Hablützel-Bürki                                  | Escrime    | Épée individuel femmes               |
| Médaille d'argent, Jeux olympiques  | Gianna Hablützel-Bürki Sophie Lamon Diana Romagnoli     | Escrime    | Épée par équipes femmes              |
| Médaille d'argent, Jeux olympiques  | Michel Ansermet                                         | Tir        | Pistolet 25 mètres tir rapide hommes |
| Médaille de bronze, Jeux olympiques | Christoph Sauser                                        | Cyclisme   | VTT cross-country masculin           |
| Médaille de bronze, Jeux olympiques | Magali Messmer                                          | Triathlon  | Individuel femmes                    |

## Athlétisme

### Hommes
| Athlète                                                | Épreuve             | Séries        | Séries      | Quarts de finale | Quarts de finale | Demi-finales  | Demi-finales | Finale          | Finale  |
| Athlète                                                | Épreuve             | Temps         | Rang        | Temps            | Rang             | Temps         | Rang         | Temps           | Rang    |
| ------------------------------------------------------ | ------------------- | ------------- | ----------- | ---------------- | ---------------- | ------------- | ------------ | --------------- | ------- |
| André Bucher                                           | 800 m               | 1 min 46 s 51 | 2e          | Non disputé      | Non disputé      | 1 min 44 s 38 | 2e           | 1 min 45 s 40   | 5e      |
| Viktor Röthlin                                         | Marathon            | Non disputé   | Non disputé | Non disputé      | Non disputé      | Non disputé   | Non disputé  | 2 h 20 min 06 s | 36e     |
| Raphael Monachon                                       | 110 m haies         | 14 s 80       | 6e          | Eliminé          | Eliminé          | Eliminé       | Eliminé      | Eliminé         | Eliminé |
| Paolo Della Santa                                      | 110 m haies         | 14 s 12       | 8e          | Eliminé          | Eliminé          | Eliminé       | Eliminé      | Eliminé         | Eliminé |
| Christian Belz                                         | 3000 mètres steeple | 8 min 33 s 45 | 8e          | Eliminé          | Eliminé          | Eliminé       | Eliminé      | Eliminé         | Eliminé |
| Laurent Clerc Alain Rohr Nicolas Bariswyl André Bucher | Relais 4 × 400 m    | 3 min 06 s 01 | 4e          | Eliminé          | Eliminé          | Eliminé       | Eliminé      | Eliminé         | Eliminé |
| Philipp Huber                                          | Décathlon           | Non disputé   | Non disputé | Non disputé      | Non disputé      | Non disputé   | Non disputé  | DNF             | /       |

### Femmes
| Athlète          | Épreuve  | Séries        | Séries      | Quarts de finale | Quarts de finale | Demi-finales  | Demi-finales | Finale          | Finale  |
| Athlète          | Épreuve  | Temps         | Rang        | Temps            | Rang             | Temps         | Rang         | Temps           | Rang    |
| ---------------- | -------- | ------------- | ----------- | ---------------- | ---------------- | ------------- | ------------ | --------------- | ------- |
| Mireille Donders | 100 m    | 11 s 63       | 5e          | Eliminé          | Eliminé          | Eliminé       | Eliminé      | Eliminé         | Eliminé |
| Mireille Donders | 200 m    | 23 s 44       | 5e          | Eliminé          | Eliminé          | Eliminé       | Eliminé      | Eliminé         | Eliminé |
| Sabine Fischer   | 1 500 m  | 4 min 10 s 78 | 5e          | Non disputé      | Non disputé      | 4 min 06 s 67 | 7e           | 4 min 08 s 84   | 9e      |
| Anita Weyermann  | 1 500 m  | 4 min 09 s 28 | 8e          | Non disputé      | Non disputé      | 4 min 30 s 80 | 12e          | Eliminé         | Eliminé |
| Daria Nauer      | Marathon | Non disputé   | Non disputé | Non disputé      | Non disputé      | Non disputé   | Non disputé  | 2 h 43 min 00 s | 38e     |

## Aviron

### Hommes
| Athlète(s)                                                  | Compétition                 | Série         | Série | Repêchage     | Repêchage   | Demi-finale   | Demi-finale | Finale                 | Finale            |
| Athlète(s)                                                  | Compétition                 | Temps         | Rang  | Temps         | Rang        | Temps         | Rang        | Temps                  | Rang              |
| ----------------------------------------------------------- | --------------------------- | ------------- | ----- | ------------- | ----------- | ------------- | ----------- | ---------------------- | ----------------- |
| Xeno Müller                                                 | Skiff                       | 6 min 57 s 38 | 1er   | Non disputé   | Non disputé | 7 min 01 s 86 | 1er         | Finale A 6 min 50 s 55 | Médaille d'argent |
| Simon Sturm Christian Stofer Michael Erdlen André Vonarburg | Quatre de couple            | 5 min 49 s 11 | 2e    | Non disputé   | Non disputé | 5 min 53 s 07 | 3e          | Finale A 5 min 54 s 88 | 5e                |
| Markus Gier Michael Gier                                    | Deux de couple poids légers | 6 min 37 s 88 | 2e    | 6 min 35 s 39 | 1er         | 6 min 23 s 08 | 2e          | Finale A 6 min 28 s 52 | 5e                |

### Femmes
| Athlète(s)                      | Compétition                 | Série         | Série | Repêchage     | Repêchage | Demi-finale   | Demi-finale | Finale                 | Finale |
| Athlète(s)                      | Compétition                 | Temps         | Rang  | Temps         | Rang      | Temps         | Rang        | Temps                  | Rang   |
| ------------------------------- | --------------------------- | ------------- | ----- | ------------- | --------- | ------------- | ----------- | ---------------------- | ------ |
| Carolina Lüthi Bernadette Wicki | Deux de couple              | 7 min 16 s 94 | 4e    | 7 min 15 s 09 | 4e        | Non disputé   | Non disputé | Finale B 7 min 02 s 82 | 1er    |
| Kim Plugge Pia Vogel            | Deux de couple poids légers | 7 min 21 s 43 | 2e    | 7 min 12 s 99 | 1er       | 7 min 07 s 22 | 3e          | Finale A 7 min 15 s 57 | 5e     |

## Canoe-Kayak

### Slalom

#### Hommes
| Athlète            | Compétition | Éliminatoires | Éliminatoires | Finale | Finale |
| Athlète            | Compétition | Temps         | Rang          | Temps  | Rang   |
| ------------------ | ----------- | ------------- | ------------- | ------ | ------ |
| Mathias Rothenmund | K1          | 253.02        | 1er           | 227.96 | 9e     |

#### Femmes
| Athlète        | Compétition | Éliminatoires | Éliminatoires | Finale | Finale |
| Athlète        | Compétition | Temps         | Rang          | Temps  | Rang   |
| -------------- | ----------- | ------------- | ------------- | ------ | ------ |
| Sandra Friedli | K1          | 306.01        | 9e            | 262.30 | 9e     |

### Course en ligne

#### Hommes
| Athlète         | Compétition | Éliminatoires  | Éliminatoires | Demi-finales   | Demi-finales | Finale A | Finale A |
| Athlète         | Compétition | Temps          | Rang          | Temps          | Rang         | Temps    | Rang     |
| --------------- | ----------- | -------------- | ------------- | -------------- | ------------ | -------- | -------- |
| Adrian Bachmann | K1 500m     | 1 min 45 s 187 | 7e            | 1 min 45 s 866 | 9e           | Eliminé  | Eliminé  |
| Adrian Bachmann | K1 1000m    | 3 min 45 s 705 | 7e            | 3 min 47 s 479 | 8e           | Eliminé  | Eliminé  |

## Cyclisme

### Route

#### Hommes
| Athlète         | Compétition      | Temps               | Rang |
| --------------- | ---------------- | ------------------- | ---- |
| Alex Zülle      | Course en ligne  | 5 h 30 min 46 s     | 67e  |
| Laurent Dufaux  | Course en ligne  | 5 h 30 min 46 s     | 63e  |
| Mauro Gianetti  | Course en ligne  | 5 h 30 min 46 s     | 53e  |
| Oscar Camenzind | Course en ligne  | 5 h 30 min 46 s     | 36e  |
| Markus Zberg    | Course en ligne  | 5 h 30 min 46 s     | 20e  |
| Alex Zülle      | Contre-la-montre | 1 h 02 min 34 s 088 | 33e  |

#### Femmes
| Athlète              | Compétition      | Temps           | Rang |
| -------------------- | ---------------- | --------------- | ---- |
| Priska Doppmann      | Course en ligne  | 3 h 10 min 17 s | 32e  |
| Nicole Brändli       | Course en ligne  | 3 h 06 min 31 s | 16e  |
| Yvonne Schnorf-Wabel | Course en ligne  | 3 h 06 min 31 s | 9e   |
| Nicole Brändli       | Contre-la-montre | 45 min 16 s 764 | 22e  |

### Piste

#### Hommes
| Athlète         | Compétition            | Qualification  | Demi-finales             | Match pour le bronze     | Match pour le bronze | Finale                   | Finale  |
| Athlète         | Compétition            | Temps Vitesse  | Adversaire Temps Vitesse | Adversaire Temps Vitesse | Rang                 | Adversaire Temps Vitesse | Rang    |
| --------------- | ---------------------- | -------------- | ------------------------ | ------------------------ | -------------------- | ------------------------ | ------- |
| Franco Marvulli | Poursuite individuelle | 4 min 34 s 000 | Eliminé                  | Eliminé                  | Eliminé              | Eliminé                  | Eliminé |

| Athlète                   | Compétition           | Points | Rang |
| ------------------------- | --------------------- | ------ | ---- |
| Bruno Risi                | Course aux points     | 13     | 12e  |
| Bruno Risi Kurt Betschart | Course à l'américaine | 5      | 11e  |

### BMX

#### Hommes
| Athlète             | Compétition   | Temps              | Rang               |
| ------------------- | ------------- | ------------------ | ------------------ |
| Thomas Hochstrasser | Cross-country | DNF                | /                  |
| Thomas Frischknecht | Cross-country | 2 h 12 min 42 s 49 | 6e                 |
| Christoph Sauser    | Cross-country | 2 h 11 min 21 s 00 | Médaille de bronze |

#### Femmes
| Athlète          | Compétition   | Temps              | Rang              |
| ---------------- | ------------- | ------------------ | ----------------- |
| Chantal Daucourt | Cross-country | 1 h 56 min 49 s 53 | 11e               |
| Barbara Blatter  | Cross-country | 1 h 49 min 51 s 42 | Médaille d'argent |

## Equitation
| Athlète                 | Épreuve              | R1          | R1          | R2          | R2          | R3      | R3      |
| Athlète                 | Épreuve              | Points      | Rang        | Points      | Rang        | Points  | Rang    |
| ----------------------- | -------------------- | ----------- | ----------- | ----------- | ----------- | ------- | ------- |
| Patricia Bottani        | Dressage             | 64.60       | 32e         | Eliminé     | Eliminé     | Eliminé | Eliminé |
| Francoise Cantamessa    | Dressage             | 64.92       | 30e         | Eliminé     | Eliminé     | Eliminé | Eliminé |
| Christine Stückelberger | Dressage             | 65.48       | 26e         | 66.32       | 21e         | Eliminé | Eliminé |
| Daniel Ramseier         | Dressage             | 66.56       | 19e         | 70.04       | 15e         | 69.00   | 13e     |
| Equipe de suisse        | Dressage par équipes | Non disputé | Non disputé | Non disputé | Non disputé | 4,924   | 7e      |